# Нарукавные планки (щитки)
Нарука́вные пла́нки (щитки́) — вид парных знаков для обозначения званий, должностей.
Носятся, в соответствии с правилами ношения, утверждёнными приказами ведомств, как правило, на высоте 2—6 сантиметров от манжеты или нижнего края рукава, при положении «смирно» планки должны смотреть в стороны.

## Где носятся
- В торговом флоте России (дублируют погончики) и некоторых зарубежных стран.
- Лётчиками гражданской авиации в США.
- Российскими полномочными послами-мужчинами (играют декоративную роль).
- В Израиле.

## Ранее носились в России
- МПС СССР (1955—1994), РЖД (с реформы униформы 2010 года)
- МИД СССР (1954—2001)
- Гражданский флот СССР (Российской империи, Российской Федерации) (весь период существования)